# Marggraff Bossen
De Marggraff Bossen vormt een bosgebied van 85 ha dat zich bevindt in de gemeente Sint-Oedenrode ten oosten van De Geelders waar het in feite deel van uitmaakt. Het gebied is eigendom van de Marggraff Stichting. Het bos bestaat uit loofhout op leemhoudende bodem. Ten oosten van dit bos bevindt zich het Waterwingebied 't Hoefje.
Het bos is een schepping van Johan Lodewijk Marggraff, een fervent bosbouwer, die diverse woeste gronden heeft doen ontginnen. Zijn zoon, Ewald Marggraff, erfde de gronden.
Tot diens overlijden, in 2003, was het bos strikt verboden terrein voor wandelaars en werd het niet onderhouden. Hierdoor werd het bos onbedoeld tot een waardevol rustgebied voor tal van dieren.
In 2005 werd besloten de bossen open te stellen voor het publiek en sindsdien loopt er een wandelroute door het bos. Het beheer is in zoverre gewijzigd dat de paden nu worden opengehouden, maar de grote biodiversiteit die in het gebied is ontstaan wordt gehandhaafd.